# Die a Legend
Die a Legend è il primo album in studio del rapper statunitense Polo G, pubblicato il 7 giugno 2019 dalla Columbia Records. Contiene il suo singolo (arrivato nella top 20 degli Stati Uniti) Pop Out, così come il remix della traccia intitolata Pop Out Again con Lil Baby e Gunna. Anche le canzoni Finer Things, Battle Cry e Deep Wounds sono state pubblicate prima dell'album.

L'album è stato annunciato il 26 maggio 2019 tramite il suo Instagram.  L'elenco dei brani è stato rivelato invece la settimana successiva
L'album ha ricevuto il plauso della critica al momento del rilascio. Sheldon Pearce di Pitchfork ha valutato l'album 8,3 su 10 e gli ha assegnato il premio "Best New Music". Nella sua recensione, ha affermato che Polo G "mescola pop e drill con facilità e offre un eccezionale debutto del rap di strada di Chicago che è meticolosamente realizzato e raccontato onestamente". Riley Wallace di HipHopDX ha detto "C'è una miscela meravigliosamente realizzata di onestà e tragedia in [Die a Legend]". Gli utenti di HipHopDX hanno dato una recensione unanime di un perfetto 5/5 per l'album.

## Tracce
1. Lost Files – 2:00 (Taurus Bartlett, Sidney Reynolds, Derrico Peck, Detric Jackson)
2. Dyin Breed – 2:59 (Bartlett, Jahmere Tylon, Jordan Knight)
3. Through da Storm – 3:15 (Bartlett, Tylon)
4. Effortless – 2:51 (Bartlett, Eric Sandoval)
5. Pop Out (feat. Lil Tjay) – 2:46 (Bartlett, Tione Merritt, Dylan Berg, João Duarte)
6. Battle Cry – 3:12 (Bartlett, Tylon, Knight)
7. BST – 3:22 (Bartlett, Tylon, Knight)
8. Finer Things – 3:02 (Bartlett, Tylon)
9. Picture This – 2:45 (Bartlett, Tylon)
10. Chosen 1 – 2:07 (Bartlett, Knight)
11. Deep Wounds – 3:00 (Bartlett, Angelo Callari, Darrin Barthellemy, Joseph Steele)
12. Last Strike – 3:17 (Bartlett, Tylon)
13. A King's Nightmare – 2:47 (Bartlett, Tylon)
14. Pop Out Again (feat. Lil Baby e Gunna) – 3:43 (Bartlett, Dominique Jones, Sergio Kitchens, Berg, Duarte)

## Classifiche

### Classifiche settimanali
| Classifica (2019-21) | Posizione massima |
| -------------------- | ----------------- |
| Canada               | 8                 |
| Islanda              | 26                |
| Paesi Bassi          | 83                |
| Stati Uniti          | 6                 |
| Svezia               | 54                |

### Classifiche di fine anno
| Classifica (2021) | Posizione |
| ----------------- | --------- |
| Stati Uniti       | 116       |